# سوني إكسبيريا تيبو
سوني اكسبيريا تيبو (بالإنجليزية: Sony Xperia tipo)‏ هو هاتف ذكي من سوني موبايل كوميونيكيشنز يعمل بنظام أندرويد، تم طرحه في الأسواق في 2012.

## الخصائص
- نظام التشغيل: أندرويد
- الكاميرا الخلفية: 3.2 ميجابكسل
- الشاشة: إل سي دي 320×480
- الوزن: 99.4 غرام
- المعالج: 800 ميجا هرتز
- الذاكرة: 512 ميجابايت